# Искра (железнодорожный разъезд, Черепановский район)
Искра — населённый пункт (железнодорожный разъезд) в Черепановском районе Новосибирской области. Входит в состав Искровского сельсовета.

## Топоним
Назван по разъезду Искра, переименованный на основании июньского постановления ЦИК 1935 года в честь газеты «Искра», созданной в 1900 году. Искра «олицетворяет жизненное начало, душу и огонь».
Соседний посёлок Искра, скорее всего связан с названием железнодорожного разъезда Искра, поскольку переименован в 1965 г. Указом Президиума ВС РСФСР из посёлка центральной усадьбы совхоза «Искра».

## География
Площадь населённого пункта — 40 гектаров.

## Население
| 2002 | 2007 | 2010 |
| ---- | ---- | ---- |
| 9    | ↘8   | ↘4   |

## Инфраструктура
В населённом пункте по данным на 2007 год отсутствует социальная инфраструктура.

## Транспорт
Действовала платформа (ранее станция, первоначально разъезд) Искра Алтайского региона Западно-Сибирской железной дороги.